# Ai Qing

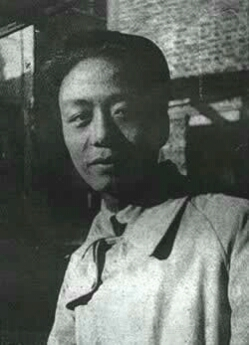
Ai Qing 1929

Ai Qing (chinesisch 艾青, Pinyin Ài Qīng, W.-G. Ai Ch'ing; geboren als Jiang Zhenghan 蒋正涵,  Jiǎng Zhènghán; stilisierter Name Jiang Haicheng 蒋海澄,  Jiǎng Hǎichéng; * 27. März 1910 in Jinhua, Zhejiang; † 5. Mai 1996 in Peking) war ein chinesischer Dichter und Maler. Er gilt als Mitbegründer der „Neuen Lyrik“ (Xin Shi), die wiederum prägend war für die weitere Entwicklung der chinesischen Lyrik. Er war der Vater des politischen Konzeptkünstlers, Bildhauers und Kurators Ai Weiwei und des Malers Ai Xuan.

## Leben
Ai Qing wurde als Sohn eines reichen Grundbesitzers geboren. Seine Familie übergab ihn aufgrund eines ungünstigen Orakels nach der Geburt einer Amme, die ihn während der ersten fünf Jahre in ihrer armen Bauernfamilie aufzog.
Im Alter von 18 Jahren trat er in die Kunstakademie von Hangzhou ein und begann ein Studium der Malerei. 1929 brach er die Ausbildung ab und ging nach Paris. Während seines Pariser Kunststudiums von 1929 bis 1932 wurde er von der Malerei Renoirs und Van Goghs, von der Philosophie Kants und Hegels und von der Lyrik Majakowskis und Verhaerens beeinflusst. In dieser Zeit verfasste Ai Qing seine ersten Gedichte, die sich der Moderne zuordnen lassen.
1932 kehrte er nach China zurück, trat in Shanghai einer linken Künstlervereinigung bei und gründete die Malergemeinschaft Chundi Huahui. In Shanghai begegnete er den für Chinas literarische Moderne wichtigsten Autor Lu Xun, der ihn dazu brachte, sich voll und ganz dem Schreiben zu widmen. Wegen angeblich radikaler Gedanken wurde er von der Kuomintang verhaftet und stand bis 1935 unter Arrest. In Gefangenschaft schrieb er sein erstes Langgedicht Dayanhe, wo de baomu („Meine Amme Dayanhe“, 1933), in dem er seine Empfindungen gegenüber seiner Heimat zum Ausdruck bringt und das ihn als Dichter bekannt machte. Dayanhe war auch der Titel seiner ersten Gedichtsammlung, die 1936 erschien.
1939 zog er nach Guilin und trat eine Stelle als Redakteur bei der Tageszeitung Guixi Daily an. 1940 wurde er Dekan der chinesischen Fakultät an der Universität Chongqing Yucai. Nach einem Umzug nach Yan’an im Jahr 1941 trat er im darauffolgenden Jahr der Kommunistischen Partei Chinas bei. Anfang der 1940er Jahre veröffentlichte Ai Qing seine bekanntesten Gedichtssammlungen wie etwa Kuangye („Weites Land“, 1940), Xiang taiyang („Der Sonne entgegen“, 1940) und Beifang („Der Norden“, 1942). In diesen schildert Ai Qing u. a. sozialkritisch die Zustände der einfachen Bevölkerung auf dem Lande. Er schrieb meist in freien Versen. Seine Lyrik war durch eine einfache, klare Sprache gekennzeichnet.
Er war 1949 bis 1953 der stellvertretende Chefredakteur der Zeitschrift Volksliteratur (人民文学,  Rénmín Wénxué). Darüber hinaus war er in den 1940er und 1950er Jahren in kommunistischen Literaturzusammenschlüssen aktiv. 1958 übte er im Zuge der Hundert-Blumen-Bewegung Kritik am kommunistischen Regime, wurde dafür während der „Anti-Rechts-Bewegung“ ins Zwangsexil in die chinesischen Provinzen Heilongjiang und Xinjiang geschickt und erhielt bis 1978 Publikationsverbot. 1975 war es ihm von offizieller Seite erlaubt worden, vorübergehend zu einer Krankenhausbehandlung in die Hauptstadt zu reisen.
Nach seiner Rehabilitierung fing Ai Qing wieder an zu schreiben. Seine Reise nach Deutschland, Österreich und Italien 1979 inspirierte ihn zu verschiedenen Gedichten, davon fünf über Deutschland. Eines dieser Gedichte, Die Mauer, hatte die Berliner Mauer zum Gegenstand. 1980 erschienen seine „Lieder der Rückkehr“. Im selben Jahr reiste er erneut nach Frankreich.
Ai Qing starb 1996 an einer Lungenentzündung und an Herzbeschwerden im Alter von 86 Jahren. Sein Werk, das neben über 20 längeren Gedichten auch etwa 1000 kürzere sowie ungefähr 200 Essays umfasst, ist seitdem wieder Teil der Standardlektüre in chinesischen Schulen geworden. Er ist der Vater der Künstler Ai Xuan (* 1947) und Ai Weiwei (* 1957).

## Rezeption
„Ai Qings Gedichte, die sich durch Schlichtheit, Direktheit und das Emphatische des Ausdrucks auszeichnen, verflachten nach dem Eintritt in die KPCh (1941) zusehends zu reiner Propaganda.“

„Dass Ai Qing – wie viele chinesische Schicksalsgenossen – künstlerischer Freigeist und Parteiapologet war, gehört zu den Widersprüchen seines Lebens.“

## Auszeichnungen
Der französische Präsident François Mitterrand ehrte ihn 1985 mit dem Ordre des Arts et des Lettres.

## Werke
- «大堰河——我的保姆» (Dàyànhé – wǒ de Bǎomǔ); Dayanhe – Mein Kindermädchen (Gedichtsammlung, 1936)
- «向太陽» (Xiàng tàiyáng); Zur Sonne (1940)
- «北方» (Běifāng); Der Norden (Gedichtsammlung, 1942)
- «歸來的歌» (Guīlái de gē); Lieder der Rückkehr (1980)
- «艾青选集» (Ài Qīng Xuǎnjí); Sämtliche Werke von Ai Qing (1991)

## Übersetzungen
- Manfred und Shuxin Reinhardt: Auf der Waage der Zeit. Gedichte. Volk und Welt, Berlin 1988 (in Nachdichtungen von Annemarie Bostroem)
- Gu Zhengxiang und Katrina Pangritz (Hrsg.) unter Mitwirkung von Elisabeth Borchers Ich lebe östlich des Ozeans. Chinesische Lrik des 20. Jahrhunderts. Oberbaum Verlag, Berlin 1996 (zwei Gedichte Ai Qings in dieser Anthologie)
- Susanne Hornfeck: Schnee fällt auf Chinas Erde. Gedichte. Penguin Verlag, München 2021